# Pavol Teplanský
Pavol Teplanský, uváděn též jako Pavel Teplanský (22. dubna 1886 Trnava – 16. května 1969 Trnava), byl československý a slovenský politik, meziválečný poslanec Národního shromáždění za Republikánskou stranu zemědělského a malorolnického lidu (agrárníky) a ministr autonomních slovenských vlád v letech 1938–1939.

## Biografie
Profesí byl dle údajů z roku 1935 rolníkem a vinohradníkem v Košolné.
V parlamentních volbách v roce 1929 získal poslanecké křeslo za agrárníky v Národním shromáždění. Mandát obhájil v parlamentních volbách v roce 1935. Poslanecký post si oficiálně podržel do zrušení parlamentu 1939, přičemž v prosinci 1938 ještě přestoupil do poslaneckého klubu nově ustavené Hlinkova slovenská ľudová strana - Strana slovenskej národnej jednoty, do které se sloučily všechny slovenské nesocialistické strany.
Po Mnichovu se v říjnu 1938 podílel za agrární stranu na dojednávání Žilinské dohody coby společné platformy slovenských stran ve prospěch autonomie a byl jedním ze signatářů její finální verze. V prosinci 1938 byl zvolen ve volbách do Sněmu Slovenskej krajiny. Během té doby se jako představitel agrární strany podílel na dojednání Žilinské dohody, při níž se dosud soupeřící slovenské politické strany spojily v požadavku autonomie.
V letech 1938–1939 pak zastával ministerské posty v autonomních slovenských vládách. V první vládě Jozefa Tisa (ministr zemědělství, obchodu, veřejných prací a financí), druhé vládě Jozefa Tisa (ministr financí, obchodu a zemědělství) a v třetí vládě Jozefa Tisa a vládě Jozefa Siváka jako ministr financí. Během tzv. slovenského štátu se z politiky stáhl.